# Инсайдер
Инса́йдер (англ. insider) — член какой-либо группы людей, имеющей доступ к информации, недоступной широкой публике. 
Термин используется в контексте, связанном с секретной, скрытой или какой-либо другой закрытой информацией или знаниями: инсайдер — это член группы, обладающий информацией, имеющейся только у этой группы.
Инсайдер противопоставляется внешнему специалисту. Специалист может обеспечить всесторонний теоретический анализ, который будет затем основой для экспертного заключения, а инсайдер обладает информацией «из первых уст» или «инсайдом».
В США в рамках обязательной отчётности компаний «инсайдерами» признаются служащие компании, директора и акционеры, владеющие более 10 % акционерного капитала компании. Сделки, совершаемые этими инсайдерами с акциями собственной компании, основываются на непубличной информации и считаются мошенническими из-за того, что инсайдеры нарушают взятое на себя обязательство или фидуциарные обязанности перед акционерами. Инсайдер компании, принимая предложение трудоустройства в компании, берёт на себя обязательство перед её акционерами блюсти их интересы выше собственных в вопросах, касающихся деятельности компании. Когда инсайдер покупает или продаёт, основываясь на корпоративной информации, он нарушает своё обязательство перед акционерами.
В СМИ инсайдера часто называют «Источник в…».

## Инсайдер в российском праве
К инсайдерам относятся следующие лица:
- эмитенты и управляющие компании;
- хозяйствующие субъекты, включённые в предусмотренный статьёй 23 Федерального закона от 26 июля 2006 года N 135-ФЗ «О защите конкуренции» реестр и занимающие доминирующее положение на рынке определённого товара в географических границах Российской Федерации;
- организаторы торговли, клиринговые организации, а также депозитарии и кредитные организации, осуществляющие расчёты по результатам сделок, совершённых через организаторов торговли;
- профессиональные участники рынка ценных бумаг и иные лица, осуществляющие в интересах клиентов операции с финансовыми инструментами, иностранной валютой и (или) товарами, получившие инсайдерскую информацию от клиентов;
- лица, имеющие доступ к инсайдерской информации лиц, указанных в пунктах 1-4 настоящей статьи, на основании договоров, заключённых с соответствующими лицами, в том числе аудиторы (аудиторские организации), оценщики (юридические лица, с которыми оценщики заключили трудовые договоры), профессиональные участники рынка ценных бумаг, кредитные организации, страховые организации;
- лица, которые владеют более чем 25 процентами голосов в высшем органе управления лиц, указанных в пунктах 1-4 настоящей статьи, а также лица, которые в силу владения акциями (долями) в уставном капитале указанных лиц имеют доступ к инсайдерской информации на основании федеральных законов или учредительных документов;
- члены совета директоров (наблюдательного совета), члены коллегиального исполнительного органа, лицо, осуществляющее функции единоличного исполнительного органа (в том числе управляющая организация, управляющий либо временный единоличный исполнительный орган), члены ревизионной комиссии юридических лиц, указанных в пунктах 1-6, 8, 11 и 12 настоящей статьи, управляющих организаций;
- лица, имеющие доступ к информации о направлении добровольного, обязательного или конкурирующего предложения о приобретении акций в соответствии с законодательством Российской Федерации об акционерных обществах, в том числе лица, направившие в акционерное общество добровольные или конкурирующие предложения, кредитная организация, предоставившая банковскую гарантию, оценщик (юридические лица, с которыми оценщики заключили трудовые договоры);
- федеральные органы исполнительной власти, исполнительные органы государственной власти субъектов Российской Федерации, органы местного самоуправления, иные осуществляющие функции указанных органов органы или организации, органы управления государственных внебюджетных фондов, имеющих в соответствии с федеральными законами и иными нормативными правовыми актами Российской Федерации право размещать временно свободные средства в финансовые инструменты (далее — органы управления государственных внебюджетных фондов), Банк России;
- имеющие доступ к инсайдерской информации руководители федеральных органов исполнительной власти, имеющие доступ к инсайдерской информации руководители исполнительных органов государственной власти субъектов Российской Федерации, имеющие доступ к инсайдерской информации выборные должностные лица местного самоуправления, имеющие доступ к инсайдерской информации государственные служащие и муниципальные служащие органов, указанных в пункте 9 настоящей статьи, имеющие доступ к инсайдерской информации работники органов и организаций, осуществляющих функции органов, указанных в пункте 9 настоящей статьи, имеющие доступ к инсайдерской информации работники органов управления государственных внебюджетных фондов, имеющие доступ к инсайдерской информации служащие (работники) Банка России, члены Национального банковского совета;
- информационные агентства, осуществляющие раскрытие или предоставление информации лиц, указанных в пунктах 1-4 настоящей статьи, органов и организаций, указанных в пункте 9 настоящей статьи, Банка России;
- лица, осуществляющие присвоение рейтингов лицам, указанным в пунктах 1-4 настоящей статьи, а также ценным бумагам (далее — рейтинговые агентства);
- физические лица, имеющие доступ к инсайдерской информации лиц, указанных в пунктах 1-8, 11 и 12 настоящей статьи, на основании трудовых и (или) гражданско-правовых договоров, заключённых с соответствующими лицами…

— Федеральный закон № 224-ФЗ «О противодействии неправомерному использованию инсайдерской информации и манипулированию рынком и о внесении изменений в отдельные законодательные акты Российской Федерации», от 27 июля 2010 года, принят ГД ФС России 2 июля 2010 года.